# Bulbophyllum maskeliyense
Bulbophyllum maskeliyense là một loài phong lan thuộc chi Bulbophyllum.